# 조천호
조천호(曺千鎬, 1961년 7월 4일 ~ )는 대한민국 초대 국립기상과학원장이다.

## 주요 이력

### 주요 경력
- 기상청 국립기상연구소 지구대기감시관측실 차장(2006년 1월 16일 ~ 2007년 3월 2일)
- 기상청 국립기상연구소 지구대기감시실 실장(2007년 3월 2일 ~ 2009년 6월 15일)
- 기상청 국립기상연구소 지구환경시스템연구실 실장(2009년 6월 15일 ~ 2010년 7월 20일)
- 기상청 국립기상연구소 기후연구실 실장(2010년 7월 20일 ~ 2014년 1월 23일)
- 기상청 국립기상연구소 예보연구실 실장(2014년 1월 23일 ~ 2015년 1월 31일)
- 기상청 국립기상과학원 기후연구실 실장(2015년 1월 31일 ~ 2015년 7월 1일)
- 기상청 국립기상과학원 원장(2015년 7월 1일 ~ 2018년 7월 20일. 2015년 7월 1일 고위별정공무원 승진.)
- 2018년 7월 20일 기상청 국립기상과학원 원장 직위 퇴임.

## 저서
- 《파란하늘 빨간지구》(동아시아 출판, 2019년 3월)

## 역대 선거 결과
| 실시년도 | 선거  | 대수 | 직책     | 선거구   | 정당       | 득표수 | 득표율         | 순위         | 당락 | 비고 |
| -------- | ----- | ---- | -------- | -------- | ---------- | ------ | -------------- | ------------ | ---- | ---- |
| 2024년   | 총선  | 22대 | 국회의원 | 비례대표 | 녹색정의당 | 0표    | \| \| 0.00% \| | 비례대표 8번 |      |      |
|          | 0.00% |      |          |          |            |        |                |              |      |      |